# Effecten

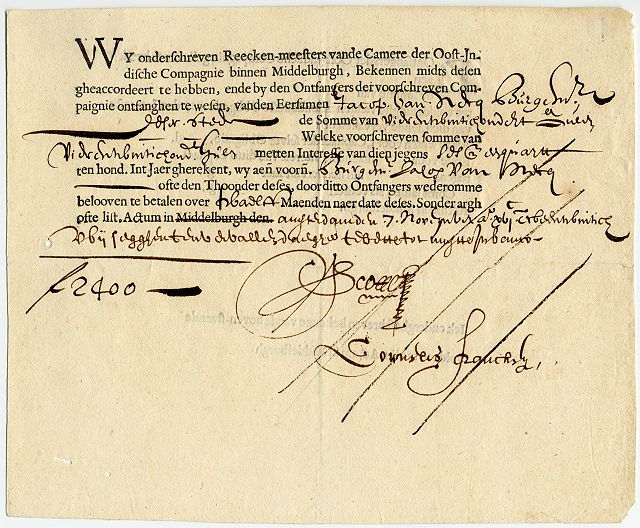
Een obligatie van de Vereenigde Oostindische Compagnie uit 1622

Effecten zijn verhandelbare beleggingen (instrumenten die een geldswaarde vertegenwoordigen) zoals aandelen en obligaties. Vaak zijn effecten genoteerd bij een effectenbeurs die eerst wordt goedgekeurd in Nederland door de Autoriteit Financiële Markten (AFM) en in België door de Autoriteit voor Financiële Diensten en Markten (FSMA). Dat maakt vraag en aanbod voor beleggers toegankelijker want bij niet-beursgenoteerde effecten moet een belegger zelf op zoek gaan naar een koper. Effecten behoren tot waardepapieren en zowel bedrijven als overheden kunnen effecten uitgeven.
Een verzameling effecten wordt een beleggingsportefeuille genoemd. Deze is vaak ondergebracht op een beleggingsrekening, die ook een gelddeel, ook aangeduid als 'het spaargeld op de beleggingsrekening' of 'liquide saldo', kan bevatten. In Nederland moet de beleggingsinstelling dan wel een bank zijn, of het gelddeel onderbrengen bij een bank. Een beleggingsrekening zonder effecten, maar met een gelddeel, komt neer op een spaarrekening. Het gelddeel wordt soms aangeduid met 'liquide middelen', maar moet niet verward worden met liquide beleggingen. Op de laatste is het depositogarantiestelsel niet van toepassing.
De periodieke kosten van het aanhouden van een beleggingsrekening hangen vaak alleen af van de waarde van de portefeuille, dus niet van het saldo van het gelddeel.

## Kenmerken
Bij obligaties leent de belegger het geld aan de onderneming die de obligaties uitgeven waardoor obligaties een vorm van vorderingen zijn. Bij effecten heeft de houder mede-eigenaar die de aandelen uitgeven eveneens beslissingsrechten en recht op een deel van de winst (dividend). Effecten zijn ook vergelijkbaar met waardewijzen zoals participaties of deelnemingsbewijzen in bijvoorbeeld een commanditaire vennootschap of een vastgoedfonds.
Een typisch kenmerk van effecten zijn dat ze gewoonlijk op een beurs kunnen verhandeld worden en dat de prijs daar wordt bepaald door vraag en aanbod. De actuele prijs van effecten noemt men de koers. Om deze reden behoren Bankbiljetten en cheques niet tot effecten maar tot waardepapieren. 
Iemands effectenpositie is het geheel van bezittingen en verplichtingen met betrekking tot effecten.

## Financieel instrumenten
Een financieel instrument is een ruimer begrip dan een effect. Het kan onder meer ook zijn een swap, rentetermijncontract of ander derivatencontract dat betrekking heeft op effecten, valuta, rentevoeten, grondstoffen of andere afgeleide instrumenten.

### Effecten
- Obligatie
- EMTN
- Commercial paper
- Hybride effecten
- Aandeel
- ETF

### Bijzondere obligaties
- Nulcouponobligatie
- Inflatie-obligatie
- Eeuwigdurende obligatie
- Covered bond
- Collateralized debt obligation

## Nederlandse wetgeving
Er bestaan meerdere wetgevingen in Nederland omtrent gebruik van effecten. Dit wordt het effectenrecht genoemd en de belangrijkste wet is de Wet op het financieel toezicht. Dit omschrijft het begrip effecten als volgt:
- aandeelbewijzen, schuldbrieven, winst- en oprichtersbewijzen, optiebewijzen, warrants en soortgelijke waardepapieren
- rechten van deelgenootschap, opties, termijncontracten, inschrijvingen in aandelen- en schuldregisters en soortgelijke
- certificaten van bovenstaande waarden
- recepissen van bovenstaande waarden